# Monospace hospitalier
Pour les articles homonymes, voir Monospace.

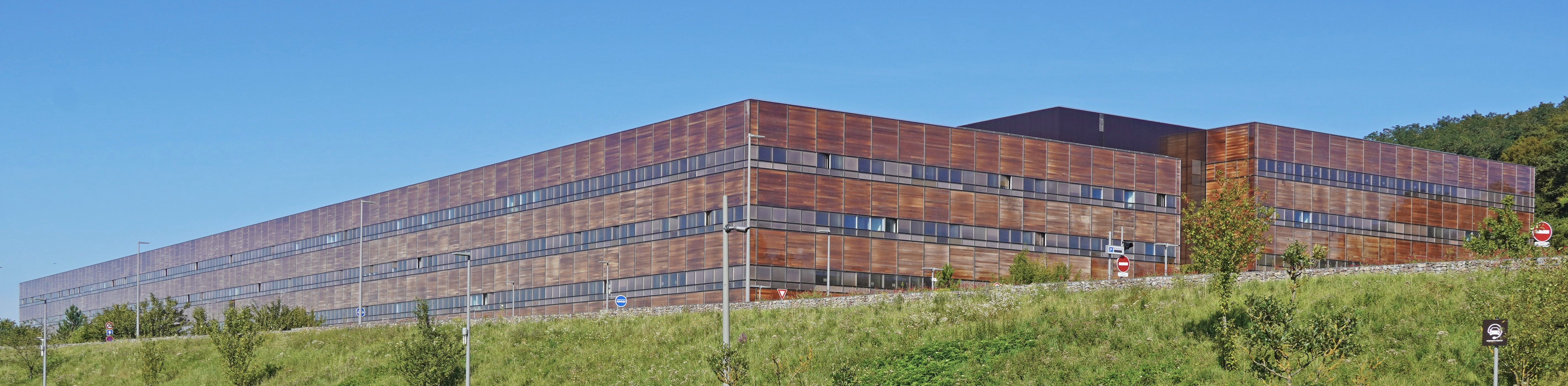
L'hôpital Nord Franche-Comté, ouvert en 2017 à Trévenans, possède une architecture monospace typique.

Le monospace hospitalier est un concept typologique apparu au début du XXIe siècle et destiné à permettre la construction de bâtiments hospitaliers susceptibles de répondre aux évolutions perpétuelles de la médecine.
Il succède au concept d'hôpital-bloc (tour verticale) dont il se distingue par un volume plus étalé et percé de patios.

## Concept

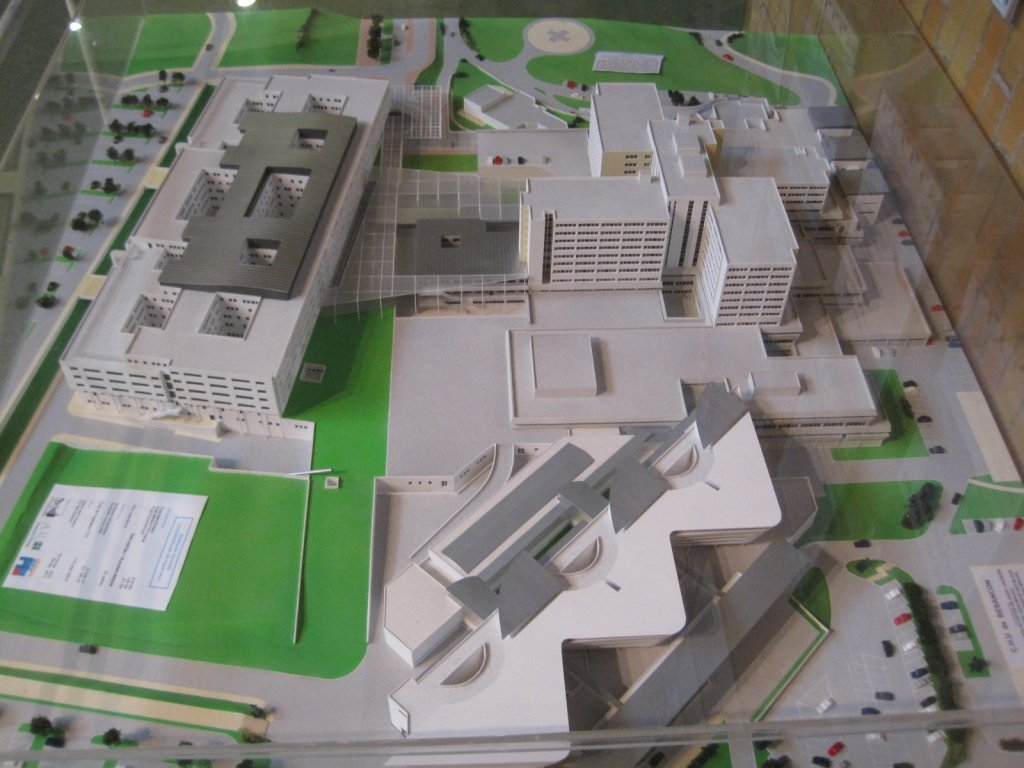
Maquette du CHU de Besançon, le bâtiment tout à gauche construit en 2012 est de type monospace avec 10 patios de deux sections différentes. Tout à droite la partie ancienne (1983), de type polybloc.

Plan de masse de l'hôpital de Trévenans faisant apparaitre les nombreux patios de deux sections différentes (bâtiment bleu).

Le monospace hospitalier est un type architectural qui a émergé au début du XXIe siècle autour d'une double nécessité : rendre lisibles et clairs les programmes hospitaliers complexes ; apporter la flexibilité requise pour répondre aux évolutions incessantes de la médecine, des usages, de la technique et de la réglementation. 
Le monospace hospitalier se déploie sur une forme de base simple : idéalement celle d’une plaque rectangulaire organisée en patios et stratifiée en plateaux. La structure de poteaux et de poutres suit une grille régulière, la compacité de l'ensemble relève d'un souci de performance fonctionnelle et énergétique. Un maillage orthonormé permet une double circulation des flux médico-techniques et des flux publics. Un bâtiment construit selon le concept du monospace exploite des plateaux libres sans affectation définitive de fonction. Les services aménagés peuvent ainsi être plus facilement interchangés. L’enveloppe du monospace hospitalier est unitaire et démontable de façon à permettre l'extensibilité du bâtiment. 
L’hôpital devient alors un ensemble où les frontières entre les plateaux techniques et les hébergements peuvent fluctuer. Le monospace prône donc une forme simple et homogène. Les idées maîtresses d'évolutivité, de compacité et d’économie qui le sous-tendent visent à construire des ouvrages efficaces, pérennes et sachant s'adapter à leur environnement.

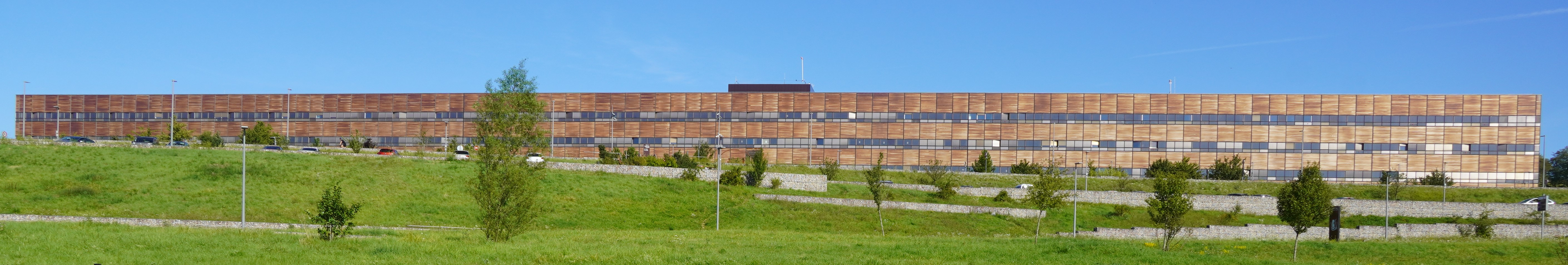
Vue du monospace hospitalier de l'hôpital Nord Franche-Comté sur toute sa longueur.

## Histoire
L’évolution des rapports entre la société et l’hôpital se traduit par une architecture hospitalière en perpétuelle transformation. Si les premiers hospices, au XVe siècle, avaient pour principale mission d’accueillir les indigents, l’univers hospitalier proprement dit émerge au XIXe siècle. L’ambition est désormais de mener le patient à la guérison, et les avancées de la science ainsi qu’une prise en charge des malades plus spécifique conduisent à repenser constamment la typologie hospitalière. L’hôpital est pavillonnaire à partir de 1850 pour lutter contre les épidémies. Il devient un hôpital-bloc entre les deux guerres mondiales afin de faciliter les déplacements du personnel soignant, et, dans les années 1970, il prend la forme d’un socle où se pratiquent les interventions, sur lequel repose une tour, dédiée à l’hébergement. Puis il devient «  polybloc » à la fin des années 1980, avec une multiplication des bâtiments d’hospitalisation. Cette typologie commence à être remise en cause à partir des années 2000. Émerge alors le concept de monospace hospitalier, dont une définition formelle a été proposée par l'agence Brunet Saunier Architecture, très impliquée dans la conception de bâtiments hospitaliers.
Le monospace hospitalier est inspiré à l'origine par diverses sources, comme le masterplan pour l'hôpital de Venise, un projet du Corbusier datant de 1964 mais jamais réalisé. Le Corbusier avait déjà imaginé des chambres modulaires et un bâtiment très plat afin de ne pas altérer la silhouette de Venise, qu'il trouvait fascinante. Le McMaster University Health Sciences Centre, à Hamilton au Canada, ouvert en 1972 et dû à l'agence d'architecture de Toronto Craig, Zendler et Strong, ou l'hôpital universitaire d'Aix-la-Chapelle (en), conçu par Weber & Brandt Architekten à Aix-la-Chapelle, en Allemagne, ont été une grande source d'inspiration pour la flexibilité et l'idée de ne pas affecter a priori les unités à des fonctions données,. Le dernier exemple, l'hôpital universitaire d'Aix-la-Chapelle, a été classé au Deutsche Stiftung Denkmalschutz, la fondation allemande pour la protection des monuments, et est aujourd'hui un bâtiment protégé.

## Principales réalisations du monospace hospitalier
2017
- Hôpital Nord Franche-Comté à Trévenans.

2012
- Centre hospitalier de Marne-la-Vallée[15],[16] (Brunet Saunier Architecture)
- Centre hospitalier universitaire de Besançon[17] (A.G.C. Atelier d'Architecture Giovanni Cappai)
- Centre hospitalier de Toulon[18] (Brunet Saunier Architecture)

2011
- Centre hospitalier de Chalon-sur-Saône[19] (Brunet Saunier Architecture)

2008
- Centre hospitalier de Douai[20],[21] (Brunet Saunier Architecture)

2007
- Centre hospitalier d’Arras[22] (Groupe 6)
- Pôle de Santé Sarthe-et-Loir Le Bailleul[23](Pargarde Architectes)